# Ungureni (gmina Vadu Săpat)
Ungureni – wieś w Rumunii, w okręgu Prahova, w gminie Vadu Săpat. W 2011 roku liczyła 787 mieszkańców.